# Підлітки-мутанти черепашки-ніндзя (фільм, 2014)
«Підлітки-мутанти. Черепашки-ніндзя» (англ. Teenage Mutant Ninja Turtles) — екшн-фільм режисера Джонатана Лібесмана та продюсера Майкла Бея, заснований на франшизі «Черепашки-ніндзя». Картина була анонсована незадовго до того, як Пітер Лерд, один з творців «Черепашок-ніндзя», продав права на франшизу телевізійному каналу Nickelodeon в 2009 році. Прем'єра фільму відбулася 8 серпня 2014 в США, 14 серпня того ж року в Україні. Автор українського перекладу — Сергій SKA Ковальчук.

## Сюжет
Весь Нью-Йорк — під владою пітьми, яка йде від лихого Шреддера. Разом зі своїм Кланом Фут він підпорядкував собі буквально все навколо, маніпулюючи як політиками, так і поліціянтами. Майбутнє здається безпросвітно похмурим, усим править насильство, ненависть і страх. Та в цей час приходить допомога. З глибин міської каналізації з'являється четверо героїв — Черепашок-ніндзя.

## Про фільм
«Підлітки-мутанти Черепашки-ніндзя» стали четвертим художнім фільмом про черепах-мутантів. Вперше герої з'явилися у коміксах у 1984. Відтоді про них зняли серіал, три мультсеріали та п'ять фільмів, два з яких — анімаційні. У «Підлітки-мутанти. Черепашки-ніндзя» ролі черепашок виконували актори, вдягнені у спеціальні костюми з датчиками, що фіксували кожен їхній рух.

## У головних ролях
У фільмі задіяно понад 90 акторів, не рахуючи акторів масовки.

| Актор           | Роль                                    |
| --------------- | --------------------------------------- |
| Алан Рітчсон    | Рафаель (Raphael)                       |
| Ноель Фішер     | Мікеланджело (Michelangelo)             |
| Піт Пложек      | Леонардо (Leonardo)                     |
| Джонні Ноксвілл | Леонардо (голос) (Leonardo (voice))     |
| Джеремі Говард  | Донателло (Donatello)                   |
| Денні Вудберн   | Сплінтер (Splinter)                     |
| Тоні Шалуб      | Сплінтер (голос) (Splinter (voice))     |
| Меган Фокс      | Ейпріл О'Ніл (April O'Neil)             |
| Вільям Фіхтнер  | Ерік Сакс (Eric Sacks)                  |
| Тохору Масамуне | Шреддер (Shredder)                      |
| Уілл Арнетт     | Вернон Фенвік (Vernon Fenwick)          |
| Еббі Елліотт    | Тейлор (Taylor)                         |
| Вупі Голдберг   | Бернадетт Томпсон (Bernadette Thompson) |
| К. Тодд Фріман  | Бакстер Стокман (Dr. Baxter Stockman)   |
| Міна Нодзі      | Караи (Karai)                           |
| Таран Кілл      | МакНаугтон (McNaughton)                 |
| Веніда Еванс    | заручниця в метро (Subway Hostage)      |
| Кріс Вілде      | репортер (Reporter)                     |
| Шанс Келлі      | Ріветті (Mr. Rivetti)                   |
| Лейна Нгуєн     | автор новин (News Anchor)               |
| Дерек Мірс      | ніндзя (Dojo Ninja)                     |
| Гарлі Пастернак | камео (Himself)                         |
| Катя Кавадіні   | (Additional Voices (uncredited))        |
| Брендон Кінер   | диктор (Newscaster (uncredited))        |

## Зйомки
Зйомки фільму розпочалися 22 березня 2013 в місті Таппер Лейк, штату Нью-Йорк. 24 березня було повідомлено, що Алан Річсон, Піт Пложек, Ноель Фішер та Джеремі Говард отримали ролі Рафаеля, Леонардо, Мікеланджело й Донателло, відповідно. 2 квітня, одна з ролей дісталася Уілл Арнетт. 15 квітня, актор Денні Вудберн був затверджений на роль Сплінтера.

## Сиквели
В одному з інтерв'ю Вільям Фіхтнер повідомив, що планується ціла трилогія фільмів, і він підписаний на всі частини. Пізніше Джонатан Лібесман і Бред Фуллер підтвердили, що в сиквелах будуть задіяні Кейсі Джонс, Бібоп і Рокстеди. Пізніше, після успішного старту фільму в прокаті, була призначена дата виходу сиквелу — 3 червня 2016 року.